# Foot Ball Club Matera 1971-1972
Questa voce raccoglie le informazioni riguardanti il Foot Ball Club Matera nelle competizioni ufficiali della stagione 1971-1972.

## Rosa
| N. |                   | Ruolo | Calciatore         |
| -- | ----------------- | ----- | ------------------ |
| -  | Italia (bandiera) | P     | Vincenzo Antezza   |
| -  | Italia (bandiera) | P     | Alberto Bertonelli |
| -  | Italia (bandiera) | D     | Giuseppe Campagna  |
| -  | Italia (bandiera) | D     | Stefano Codraro    |
| -  | Italia (bandiera) | D     | Francesco Coppola  |
| -  | Italia (bandiera) | D     | Alberto Gambi      |
| -  | Italia (bandiera) | D     | Nicola Loprieno    |
| -  | Italia (bandiera) |       | Claudio Lopriore   |
| -  | Italia (bandiera) | D     | Danilo Mayer       |
| -  | Italia (bandiera) |       | Nicola Addante     |
| -  | Italia (bandiera) | C     | Luigi Boccolini    |

| N. |                   | Ruolo | Calciatore         |
| -- | ----------------- | ----- | ------------------ |
| -  | Italia (bandiera) | C     | Antonio Buccione   |
| -  | Italia (bandiera) | C     | Antonio Cataldi    |
| -  | Italia (bandiera) | C     | Giuseppe Galati    |
| -  | Italia (bandiera) | C     | Claudio Gambini    |
| -  | Italia (bandiera) | A     | Angelo Carella     |
| -  | Italia (bandiera) | A     | Emo Giannotti      |
| -  | Italia (bandiera) | A     | Procolo Jancarelli |
| -  | Italia (bandiera) | A     | Rino Mellina       |
| -  | Italia (bandiera) | A     | Nicolino Todaro    |
| -  | Italia (bandiera) | A     | Antonio Toffanin   |
| -  | Italia (bandiera) | A     | Fernando Veneranda |

## Risultati

### Girone di andata
| 1ª giornata | Pescara | 1 – 0 | Matera |  |

| 2ª giornata | Matera | 0 – 1 | Casertana |  |

| 3ª giornata | Cosenza | 0 – 0 | Matera |  |

| 4ª giornata | Matera | 3 – 1 | Potenza |  |

| 5ª giornata | Siracusa | 1 – 1 | Matera |  |

| 6ª giornata | Matera | 1 – 0 | Soccer Trani |  |

| 7ª giornata | Brindisi | 0 – 0 | Matera |  |

| 8ª giornata | Matera | 1 – 1 | Frosinone |  |

| 9ª giornata | Martina | 1 – 0 | Matera |  |

| 10ª giornata | Matera | 1 – 2 | Chieti |  |

| 11ª giornata | Avellino | 0 – 0 | Matera |  |

| 12ª giornata | Matera | 1 – 1 | Lecce |  |

| 13ª giornata | Matera | 0 – 0 | Crotone |  |

| 14ª giornata | Messina | 1 – 0 | Matera |  |

| 15ª giornata | Matera | 1 – 0 | Turris |  |

| 16ª giornata | Pro Vasto | 1 – 0 | Matera |  |

| 17ª giornata | Matera | 4 – 2 | Salernitana |  |

| 18ª giornata | Acquapozzillo | 2 – 0 | Matera |  |

| 19ª giornata | Matera | 1 – 0 | Savoia |  |

### Girone di ritorno
| 20ª giornata | Matera | 1 – 0 | Pescara |  |

| 21ª giornata | Casertana | 3 – 0 | Matera |  |

| 22ª giornata | Matera | 0 – 0 | Cosenza |  |

| 23ª giornata | Potenza | 0 – 0 | Matera |  |

| 24ª giornata | Matera | 0 – 0 | Siracusa |  |

| 25ª giornata | Soccer Trani | 2 – 1 | Matera |  |

| 26ª giornata | Matera | 0 – 0 | Brindisi |  |

| 27ª giornata | Frosinone | 1 – 0 | Matera |  |

| 28ª giornata | Matera | 4 – 1 | Martina |  |

| 29ª giornata | Chieti | 2 – 0 | Matera |  |

| 30ª giornata | Matera | 2 – 1 | Avellino |  |

| 31ª giornata | Lecce | 2 – 1 | Matera |  |

| 32ª giornata | Crotone | 1 – 0 | Matera |  |

| 33ª giornata | Matera | 2 – 1 | Messina |  |

| 34ª giornata | Turris | 1 – 1 | Matera |  |

| 35ª giornata | Matera | 3 – 0 | Pro Vasto |  |

| 36ª giornata | Salernitana | 0 – 1 | Matera |  |

| 37ª giornata | Matera | 0 – 0 | Acquapozzillo |  |

| 38ª giornata | Savoia | 1 – 3 | Matera |  |

## Statistiche

### Statistiche di squadra
| Competizione | Punti | Totale | Totale | Totale | Totale | Totale | Totale |
| Competizione | Punti | G      | V      | N      | P      | Gf     | Gs     |
| ------------ | ----- | ------ | ------ | ------ | ------ | ------ | ------ |
| Serie C      | 37    | 38     | 12     | 13     | 13     | 33     | 31     |

### Statistiche dei giocatori
| Giocatore     | Campionato | Campionato |
| Giocatore     | Pres       | Gol        |
| ------------- | ---------- | ---------- |
| Addante       | 13         | 1          |
| V. Antezza    | 4          |            |
| A. Bertonelli | 36         |            |
| L. Boccolini  | 24         | 4          |
| A. Buccione   | 38         | 1          |
| G. Campagna   | 9          |            |
| A. Carella    | 6          | 1          |
| A. Cataldi    | 14         |            |
| S. Codraro    | 33         | 2          |
| F. Coppola    | 2          |            |
| G. Galati     | 33         | 2          |
| A. Gambi      | 37         |            |
| C. Gambini    | 7          | 1          |
| E. Giannotti  | 15         | 2          |
| P. Jancarelli | 23         | 3          |
| N. Loprieno   | 32         | 0          |
| Lopriore      | 1          |            |
| D. Mayer      | 38         | 1          |
| R. Mellina    | 21         | 3          |
| N. Todaro     | 10         | 1          |
| A. Toffanin   | 20         | 8          |
| F. Veneranda  | 31         | 3          |